# چکاوک پنجه‌کوتاه تورانی
چکاوک پنجه‌کوتاه تورانی (نام علمی: Alaudala heinei) گونه‌ای چکاوک از خانواده چکاوکان است که در اوکراین و ترکیه مرکزی از طریق بخش‌هایی از آسیای مرکزی و جنوب سیبری از غرب تا جنوب مرکزی مغولستان و از جنوب تا جنوب افغانستان یافت می‌شود. این گونه و چکاوک پنجه‌کوتاه مدیترانه‌ای (A. rufescens) در گذشته هم‌گونه در نظر گرفته می‌شدند و به آن چکاوک پنجه‌کوتاه کوچک می‌گفتند، اما مطالعه‌ای در سال ۲۰۲۰ آنها را به عنوان گونه‌های متمایز بازیابی کرد.

## زیرگونه‌ها
چهار زیرگونه شناخته شده است:
- زیرگونهٔ Alaudala heinei pseudobaetica - (Stegmann, 1932): در شرق ترکیه، قفقاز جنوبی و شمال ایران یافت می‌شود.
- زیرگونهٔ Alaudala heinei heinei - (Homeyer, 1873): یافت‌شده از اوکراین تا شرق قزاقستان
- زیرگونهٔ Alaudala heinei aharonii - (Hartert، 1910): یافت‌شده در مرکز ترکیه
- زیرگونهٔ Alaudala heinei persica - Sharpe، 1890: در شرق و جنوب عراق از طریق ایران تا جنوب و جنوب غربی افغانستان یافت شد.